# Svedjerug
Svedjerug eller finnerug er en rugsort, som er egnet til dyrkning på jord, hvor der drives svedjebrug. Svedjerugen er toårig kortdagsplante, som har behov for kulde for at kunne danne aks på samme måde som moderne rugsorter. Svedjerugen blev normalt sået tidligt på sommeren, og der blev brugt meget lidt sædekorn pr. arealenhed, mens dagens rugsorter sås på eftersommeren eller tidligt på efteråret, og der bruges langt større såmængder. 

## Historie
Ligesom al anden rug stammer svedjerug fra Centralasien. I højlandet i Afghanistan og Irak finnes der mange varianter af rug. Disse optrådte tidligt som ukrudt i hvede, men da sorten blev spredt med frøhandel længere nordpå og ind i Rusland, viste rugen sig bedre egnet til at dyrke her end hvede. Ekspansionen skete i perioden fra 400 f.kr. og derefter. 
Nogle steder i det centrale Rusland udviklede der sig efterhånden en rugtype, som var speciel i den forstand, at den voksede bedre end andre kulturplanter i surt miljø. Dette gjorde det mulig at så den i aske fra nåletræer. (aske fra løvtræer er basisk). En gang før år 1000 nåede svedjerugen til Karelen  og Østfinland. I disse store granskovsområder skabte den efterhånden grundlag for en befolkningsekspansion, sådan at der mod slutningen af 1400-tallet opstod mangel på egnede svedjeområder som kunne afbrændes. Først drog de til Vestfinland, derefter til Østsverige og længere vestpå. Omkring 1640 nåede de første svedjefinner til Norge.
Den særegne skovfinske svedjerug var anset for mistet, men Per Martin Tvengsberg fandt nogle få rugkorn i et gammelt kornkammer i Finnskogen, og det lykkedes ham at få dem til at spire. Fra disse få korn stammer al moderne svedjerug. 

## Egenskaber
Ifølge det norske genressourcecenter har svedjerugen gode dyrkningsegenskaber. Den har god evne til at danne en bred bladroset, op til 94 strå fra samme plante, med over 50 korn per aks. Den bliver over to meter høj og dækker derfor jorden effektivt med godt udbytte og en speciel halm. Desuden skal den give et korn, som har en fin smag.

## Såkvalitet
I 2003 fjernede man i Norge en række bestemmelser om produktion af forskellige landbrugsprodukter, heriblandt loven om sædekorn. I stedet blev der indført en lov om fødevaresikkerhed for at sikre "sundhedsmæssigt trygge næringsmidler og fremme sundhed, kvalitet og forbrugerhensyn i hele produktionskæden, samt beskytte miljøvenlig produktion." Loven skulle videre fremme god plantesundhed og dyrevelfærd. 
Kort tid efter blev sædekornsbekendtgørelsen ændret i tråd med den øgede opmærksomhed på fødevaresikkerhed og sikring af produktionsmidler, sådan at kun korn- og foderstofforretninger nu har tilladelse til at indføre, eksportere, omsætte og producere sædekorn. I 2008 blev der gjort undtagelse for ikke-kommerciel omsætning af bevaringsværdige frøsorter.